# Kathedralbasilika St. Peter (Kumasi)

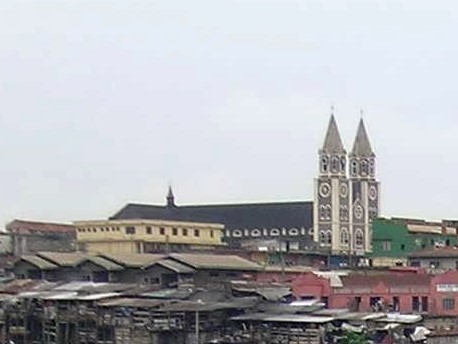
Kathedralbasilika St. Peter

Die Kathedralbasilika St. Peter (engl.: St Peter's Cathedral Basilica) ist eine römisch-katholische Kathedrale in Kumasi, Ghana. Sie ist Sitz des Erzbischofs von Kumasi und trägt den Titel einer Basilica minor.

## Vorgeschichte
Nach ersten Taufen von drei Einwohnern in Kumasi am 11. Juni 1905 wurde 1908 erst eine Schule und 1910 durch den ersten örtlichen Priester Alfred Laurent SMA aus Frankreich dann ein Missionshaus errichtet, an dessen Stelle die heutige Kathedrale errichtet wurde. An Weihnachten 1913 konnte in der damaligen Peterskirche der erste Gottesdienst gefeiert werden. 1916 wurde eine eigene Pfarre errichtet mit dem Pfarrer Joseph Muller SMA.

## Kirchenbau
Der Bau der heutigen Peterskirche wurde unter Victor Burg SMA begonnen, die Grundsteinlegung im März 1929 segnete Bischof Ernest Hauger. Der Bau wurde schon 1931 fertiggestellt, so dass die Eröffnung und die Segnung der Peterskirche am 1. Dezember 1931 unter Pfarrer Joseph Vogel SMA stattfinden konnte. Die Zwillingstürme wurden 1934 vollendet. Die feierliche Weihe der Peterskirche wurde am 21. Januar 1940 durch Erzbischof Antonio Riberi, dem Apostolischen Delegierten Ost- und Westafrikas, vollzogen. 

## Bedeutung
Während des Baus wurde 1932 durch Abtrennung das Apostolische Vikariat von Kumasi errichtet, das am 10. April 1950 zu einem Bistum mit St. Peter als Kathedrale erhoben wurde. Am 9. Mai 1980 besuchte Papst Johannes Paul II. Kumasi und feierte die heilige Eucharistie im Baba-Yara-Stadion. 2002 verkündete der Apostolische Nuntius in Ghana, George Kocherry, die Erhebung der Kirche von Kumasi zum Metropolitansitz mit den Suffraganbistümern Goaso, Konongo-Mampong, Obuasi und Sunyani. Die St.-Peter-Kathedrale wurde am 29. Juni 2004 durch Papst Benedikt XVI. zu einer Basilica minor erhoben.